# Radler
Il Radler (parola tedesca per ciclista) è un cocktail di moderato tenore alcolico, realizzato miscelando birra e limonata.

## Storia

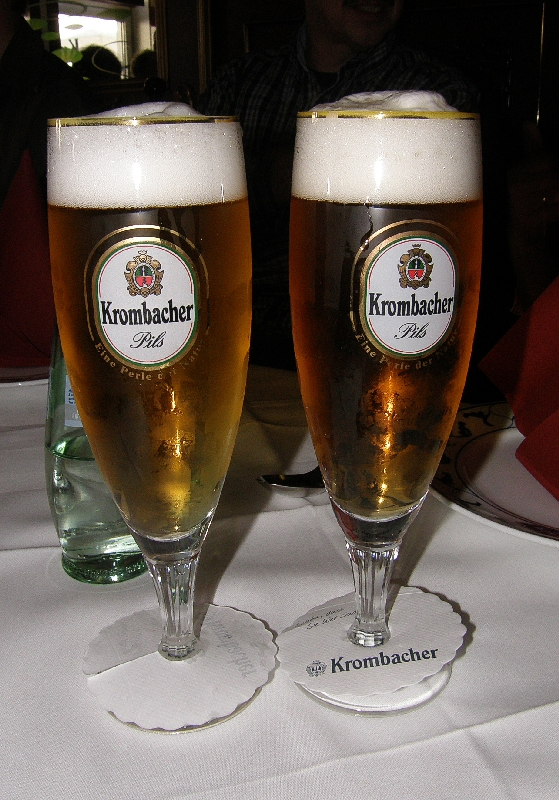
Un radler e una birra

La ricetta del Radler è generalmente attribuita al gastronomo di Monaco di Baviera Franz Xaver Kugler, che l'avrebbe inventato nel settembre 1922, quando circa 13.000 ciclisti visitarono la sua taverna. Certo che la sua scorta di birra sarebbe terminata ben presto, decise di miscelarla con la limonata, escogitando, per giustificare la "adulterazione", la scusa di volere evitare incidenti ai pedalatori sulla via del ritorno, servendo loro una bevanda più rinfrescante e meno alcolica; da tale vicenda deriverebbe anche il nome Radler (che, come già accennato, in lingua tedesca significa ciclista).
In realtà la ricetta è già menzionata nel 1912.

## Caratteristiche
Il Radler è una bevanda molto diffusa in Baviera, Tirolo, Alto Adige e Trentino, dove è venduta anche premiscelata in lattina o in bottiglia.
Una bevanda simile è la panaché, con birra in proporzione maggiore e gazzosa.
Dal 2013 l'azienda olandese Heineken ha lanciato in Italia la birra Dreher Lemon Radler, a bassa gradazione alcolica ma disponibile anche analcolica. Dopo poco tempo anche la Ichnusa e la Moretti, anch'esse facenti parti del gruppo Heineken, nonché altre industrie birrarie come Peroni, hanno lanciato i loro Radler come bevande estive.

## Preparazione
La preparazione prevede la miscelazione di birra (60%) con limonata (40%). Il risultato è una bevanda con tenore alcolico inferiore e un gusto più dolce rispetto alla birra, potendo quindi risultare gradevole anche a chi non ne apprezza il tipico sapore amaro.
In origine, il radler era preparato con birra scura (variante ancora offerta, specialmente in Baviera), ma negli anni la birra chiara ha prevalso. Altre varianti sono ottenibili sostituendo la limonata con altre bibite, come Lemonsoda, Seven Up, gassosa o perfino chinotto. Utilizzando invece la Weißbier, si ottiene un Russ, altra bevanda tipica bavarese.
L'ordine di miscelazione degli ingredienti può avvenire in due modi:
- Prima la limonata e poi la birra: questo metodo limita la formazione di schiuma, consentendo una miscelazione più rapida a discapito, però, dell'omogeneità fra i due ingredienti (la birra ha un peso specifico inferiore e quindi tende a rimanere in superficie).
- Prima la birra e poi la limonata: in questo caso la miscelazione deve avvenire più lentamente per evitare l'eccessiva formazione di schiuma, ma l'omogeneità è migliore, poiché la limonata tende a scendere e a mescolarsi naturalmente con la birra.[5]